# Razilka smrdutá
Razilka smrdutá (Aposeris foetida) je nízká, stínomilná, nevábně páchnoucí bylina se žlutými květy. Je to jediný druh monotypického rodu razilka který je v čeledi hvězdnicovitých řazen do podčeledě Cichorieae.

## Rozšíření
Rostlina je ostrůvkovitě rozšířena po části areálu Evropy, převážně v horách a v přilehlých podhůřích Alp, Karpat a pohoří na Balkáně. Poblíž francouzských Přímořských Alp se výjimečně vyskytuje i na pobřeží Středozemního moře. V České republice vyrůstá pouze na východní Moravě v Bílých Karpatech v okolí města Brumov-Bylnice.
Jejím hlavním biotopem jsou lesní paseky a údolí lesních potoků ve vlhčích a stinných listnatých nebo smíšených lesích, vyžaduje hluboké a vápnem bohaté půdy s dostatkem humusu.

## Popis
Vytrvalá, do 20 cm vysoká rostlina s vřetenovitým kořenem z něhož v růžici vyrůstají listy s krátkým křídlatým řapíkem. Listy bývají dlouhé 12 až 20 cm a v obrysu jsou tvaru vejčitého až široce obkopinatého. Jejich čepele jsou hluboce peřenosečné a mají postranní úkrojky nepravidelně trojúhelníkovité nebo obdélníkovité, koncový je kosníkovitý. Jsou lysé, pouze na žilkách z obou stran roztroušeně drsně chlupaté. Rostlina obsahuje (zejména kořeny a starší listy) bílou mléčnou šťávu. Po rozemnutí nať páchne po nahnilých bramborách.
Z listové růžice vyrůstá holý, bezlistý a nevětvený stvol 10 až 20 cm vysoký s jediným úborem zářivě žlutých květů. Úbor je chudokvětý a mívá jen okolo 2 cm v průměru. Jazykovité kvítky jsou uspořádány radiálně v několika řadách a délka liguly se zmenšuje od vnějšku do středu. Zvonkovitý zákrov má ve dvou řadách lysé, tupé listeny čárkovitě vejčité nebo podlouhlé, vnitřní jsou podstatně delší než vnější.
Protandrické květy jsou opylovány létajícím hmyzem, fakultativně může dojít i k samoopylení. Kvetou od května do července. Rostlina je hemikryptofyt, je diploidní 2n = 16. Plodem je asi 4,5 mm dlouhá žlutavě hnědá nažka bez chmýru. Rozmnožuje se úlomky kořenů nebo semeny.

## Ohrožení
Razilka smrdutá je, s ohledem na velmi nízký počet lokalit na kterých se v ČR vyskytuje, Vyhláškou MŽP ČR č. 395/1992 Sb. ve znění vyhl. č. 175/2006 Sb. i v Červeným seznamem cévnatých rostlin České republiky z roku 2012 zařazena mezi druhy kriticky ohrožené (C1r).